# M1 90公釐砲

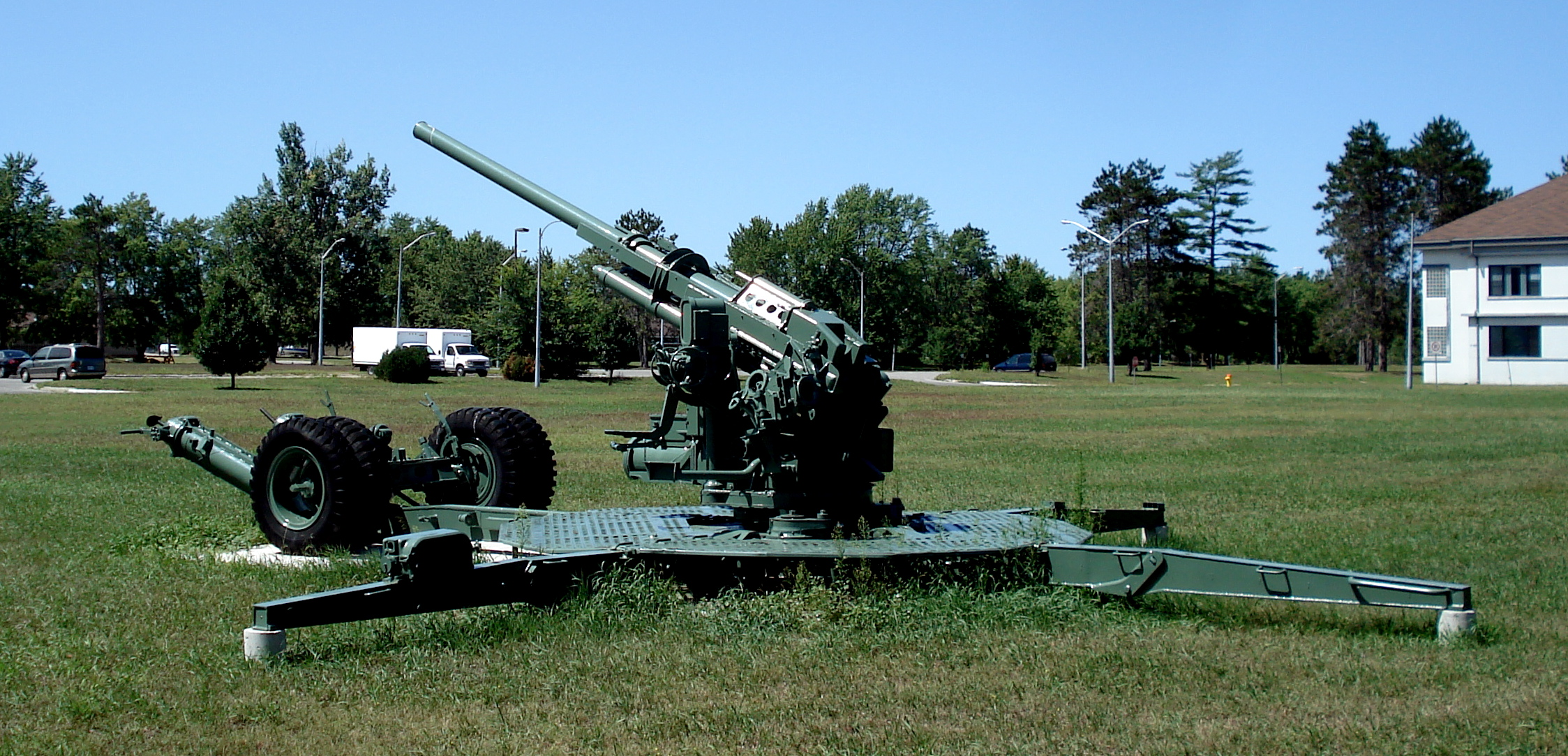
M1 90毫米高射炮之左側

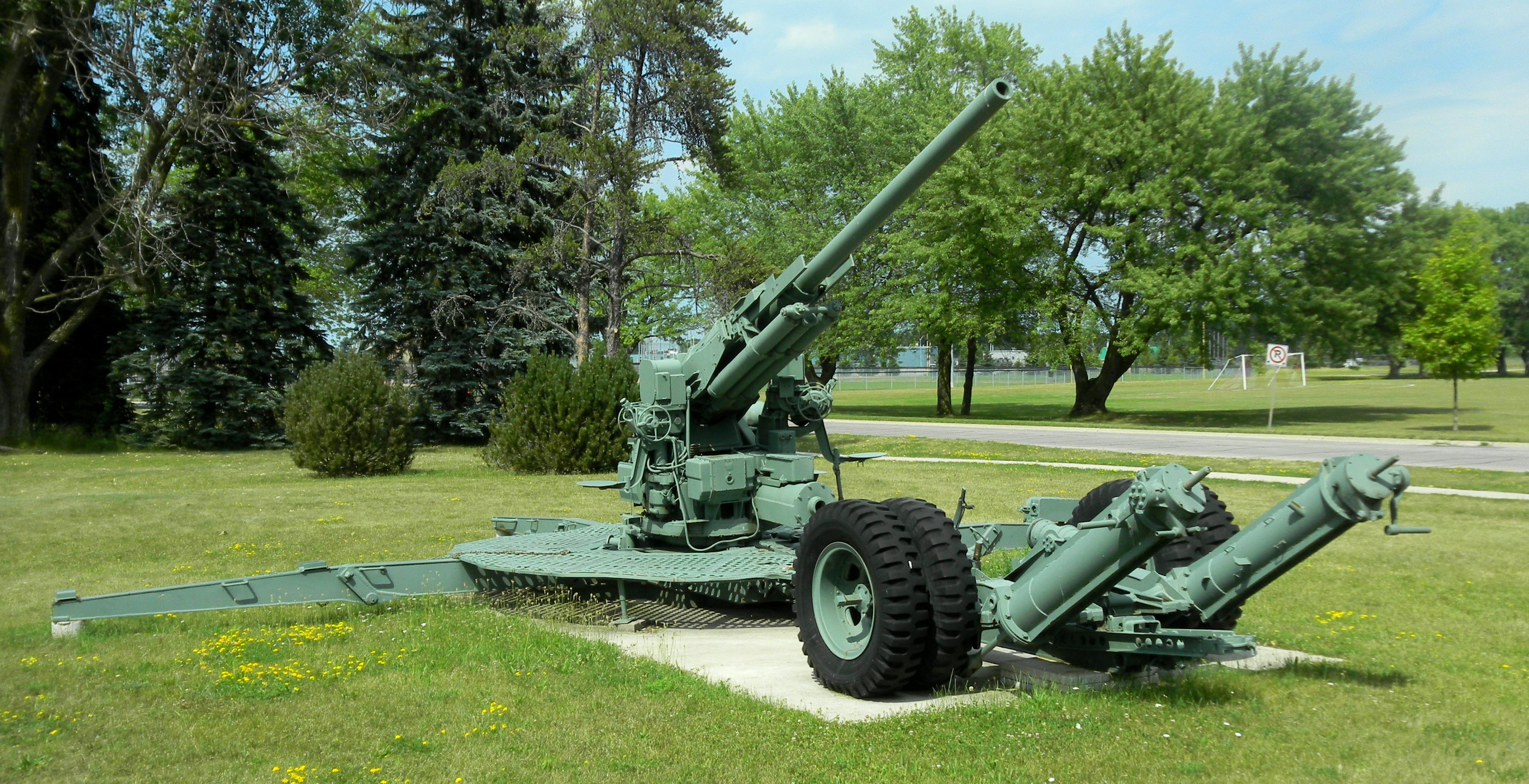
M1A2 90毫米高射炮之右側

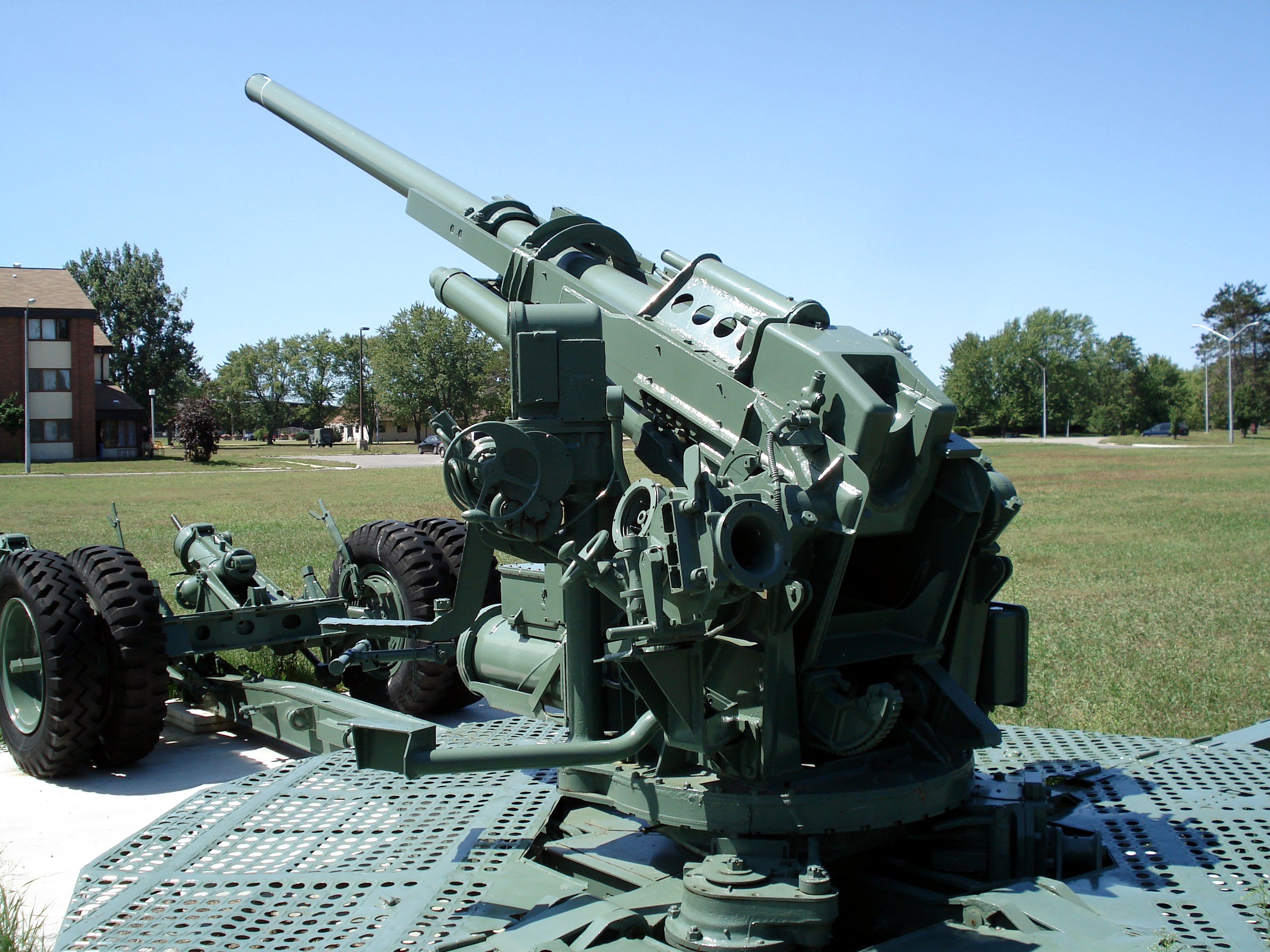
M1 90毫米高射炮之後側

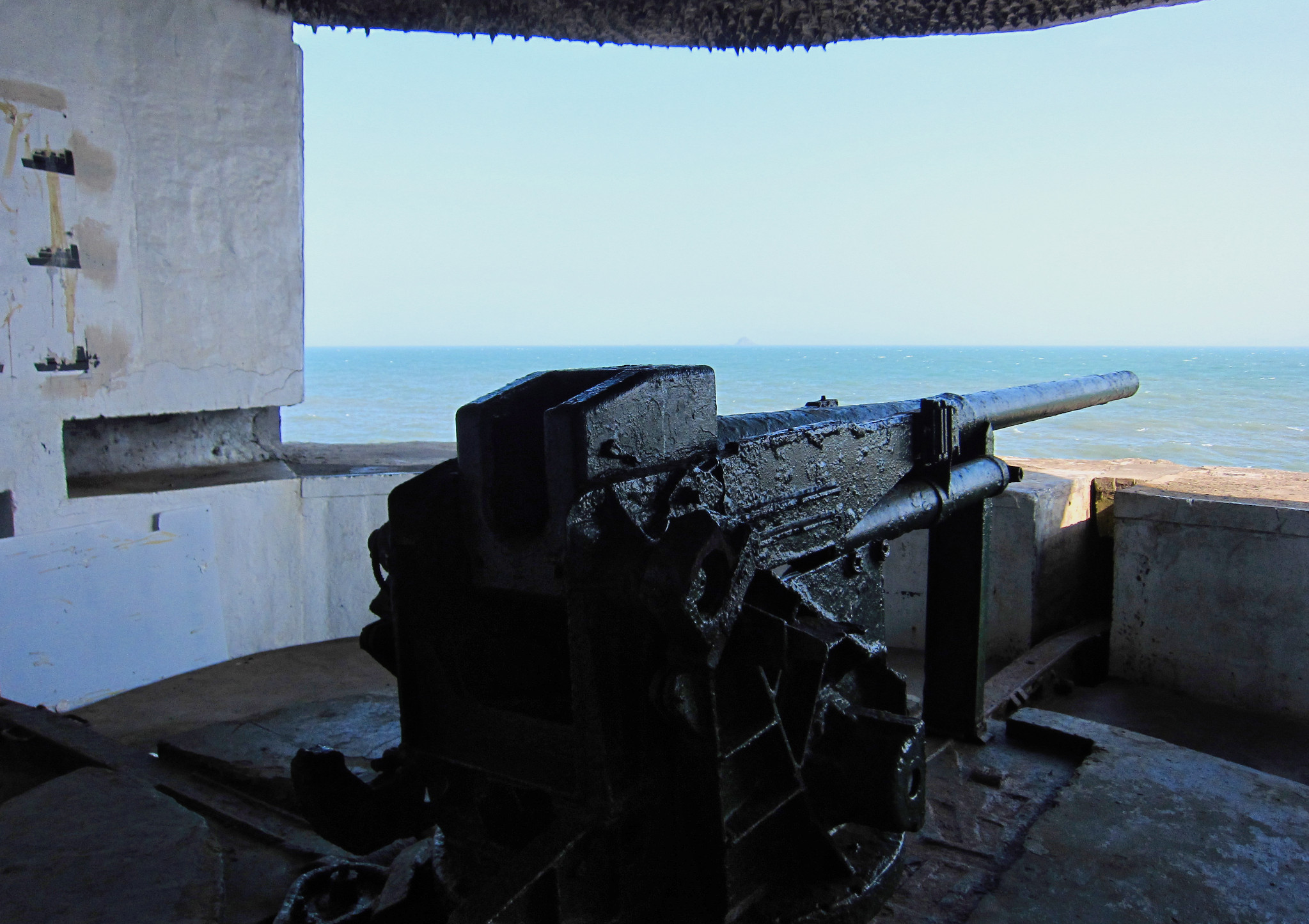
中華民國國軍裝備在馬祖碉堡內的M1 90毫米海岸炮

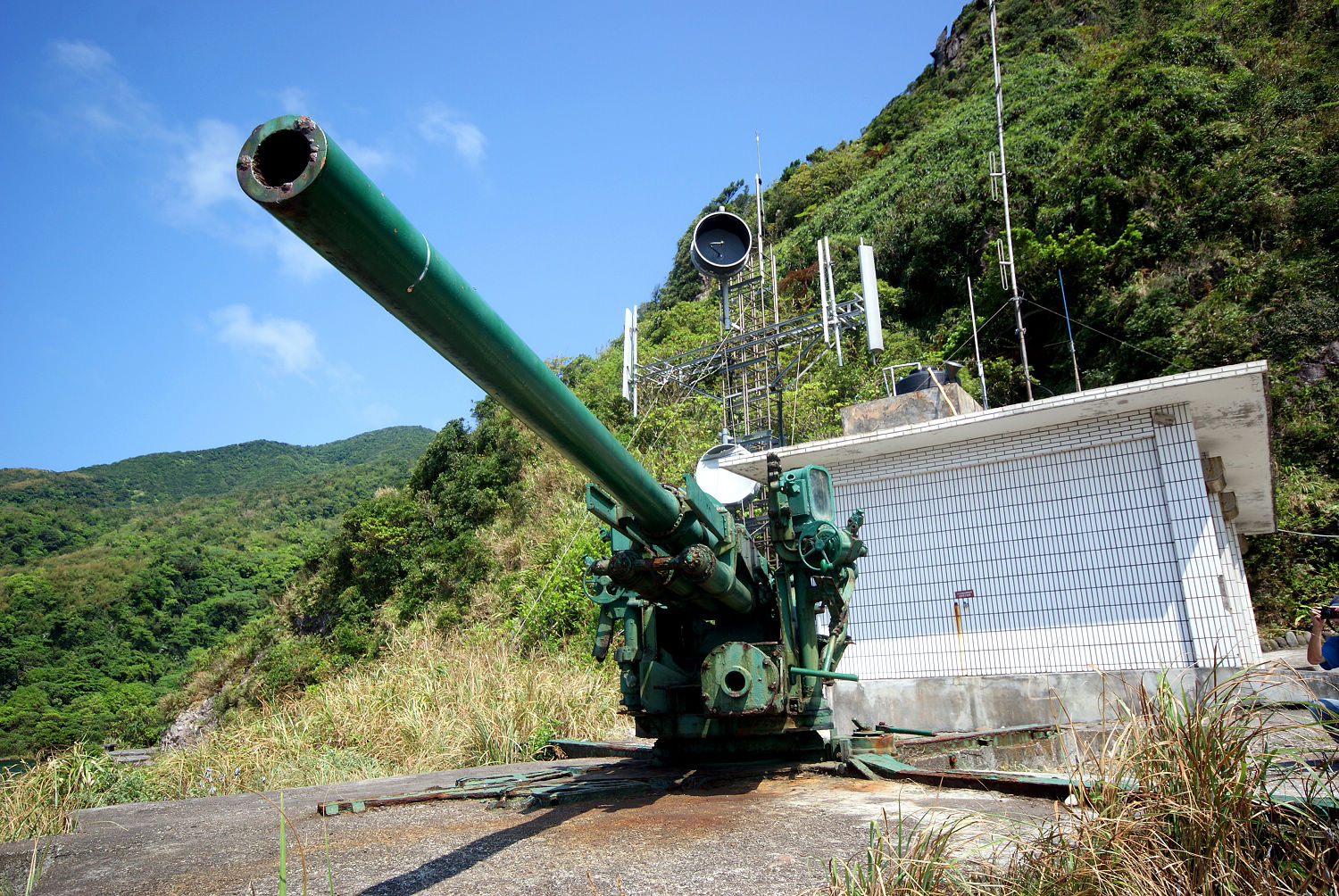
中華民國國軍裝備在宜蘭縣龜山島的M1 90毫米海岸炮，裝設於M3炮架上

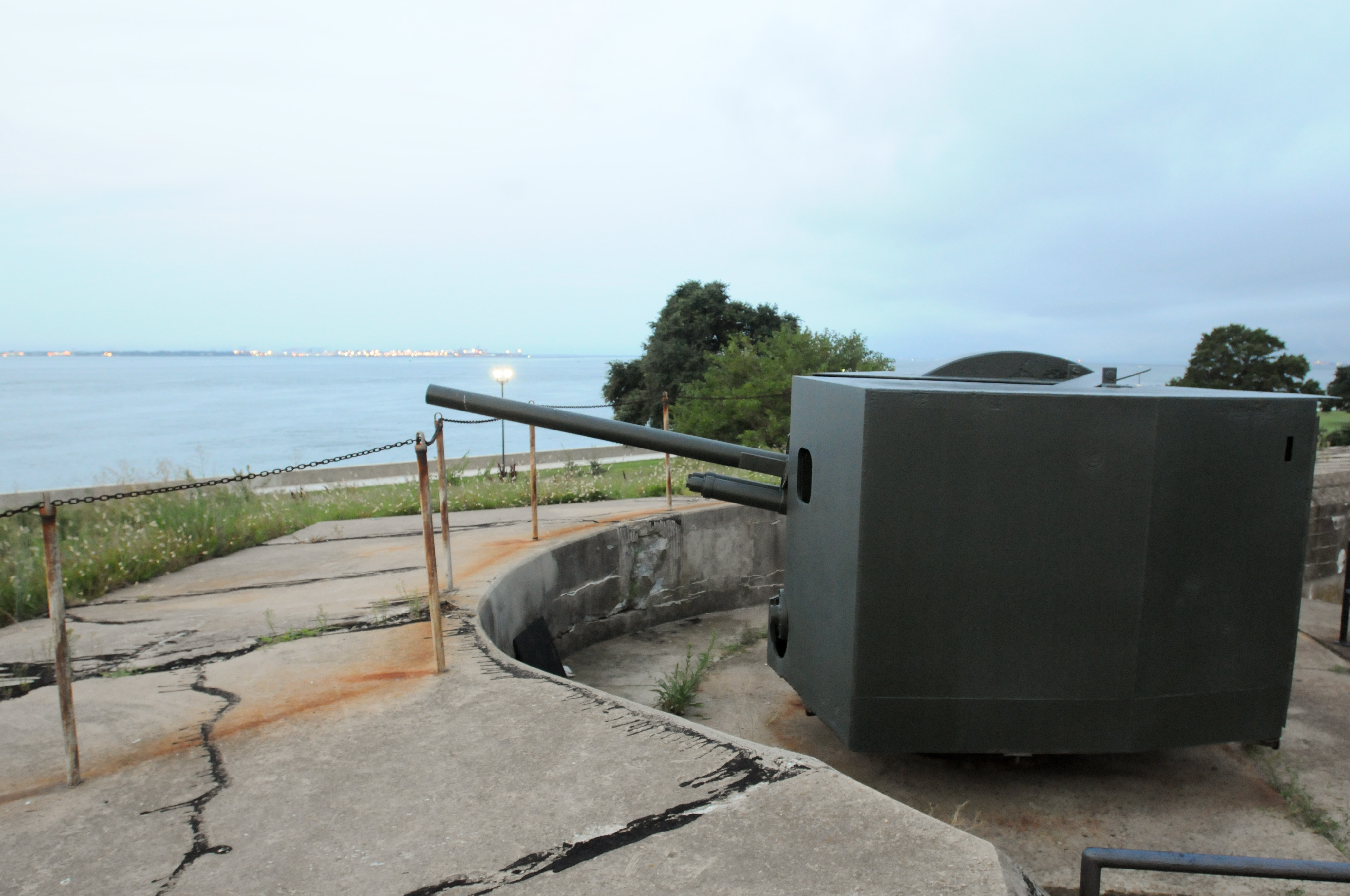
裝備於伊麗莎白市縣門羅堡的M1 90毫米海岸炮，裝設於M3炮架上並附有炮盾

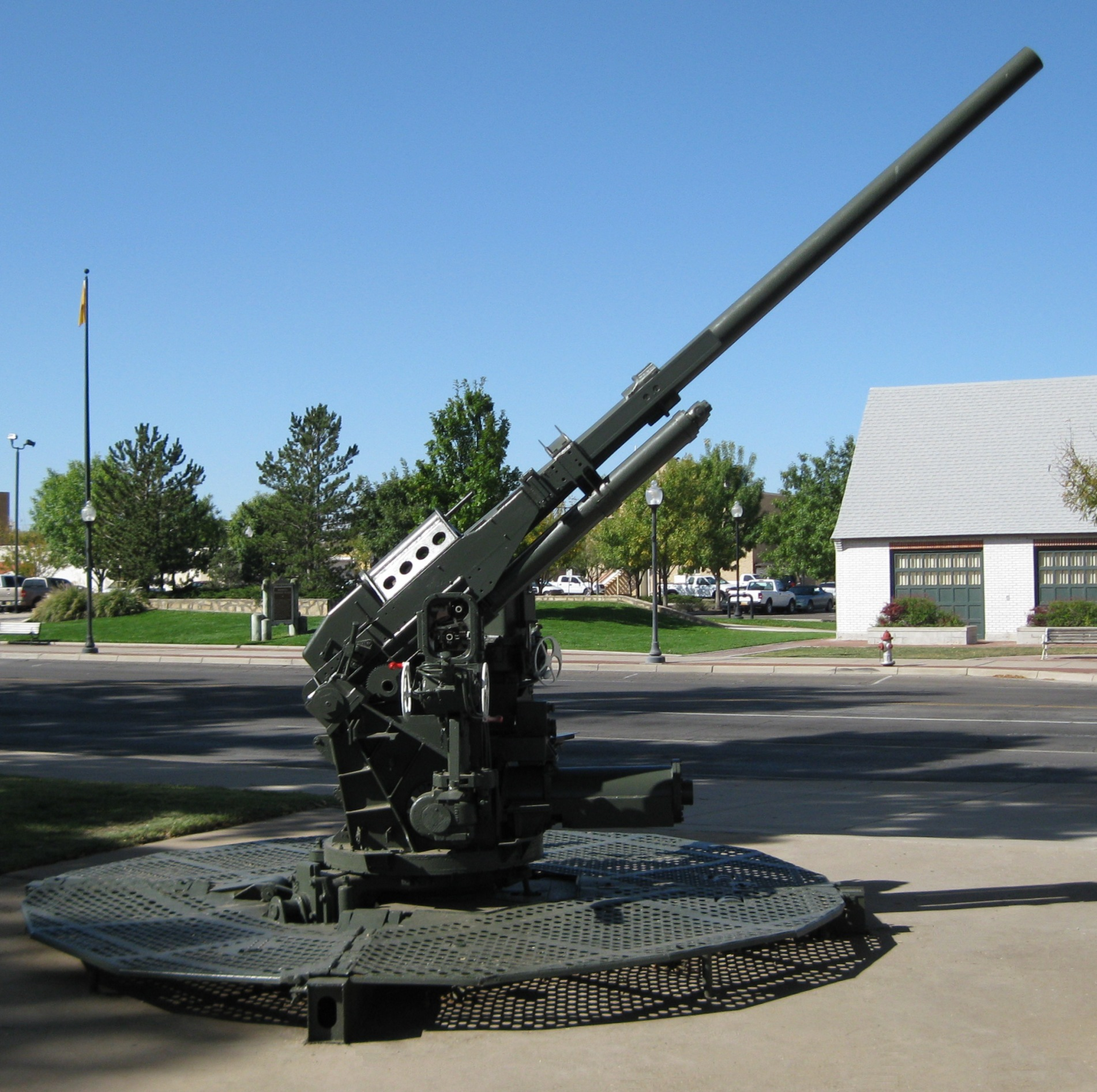
M1A2 90毫米高射炮之右側

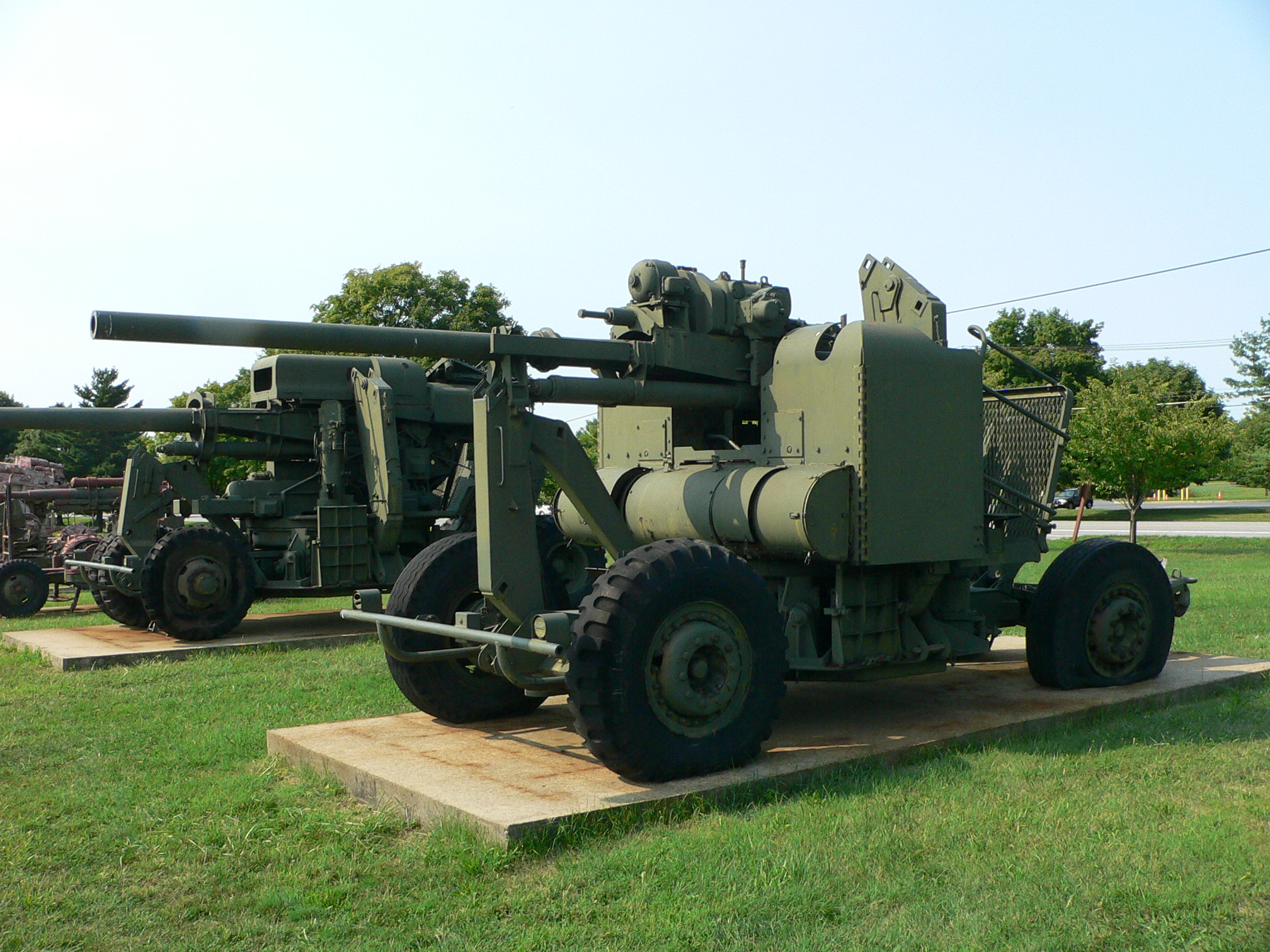
M2/M118 90毫米高射炮之左側

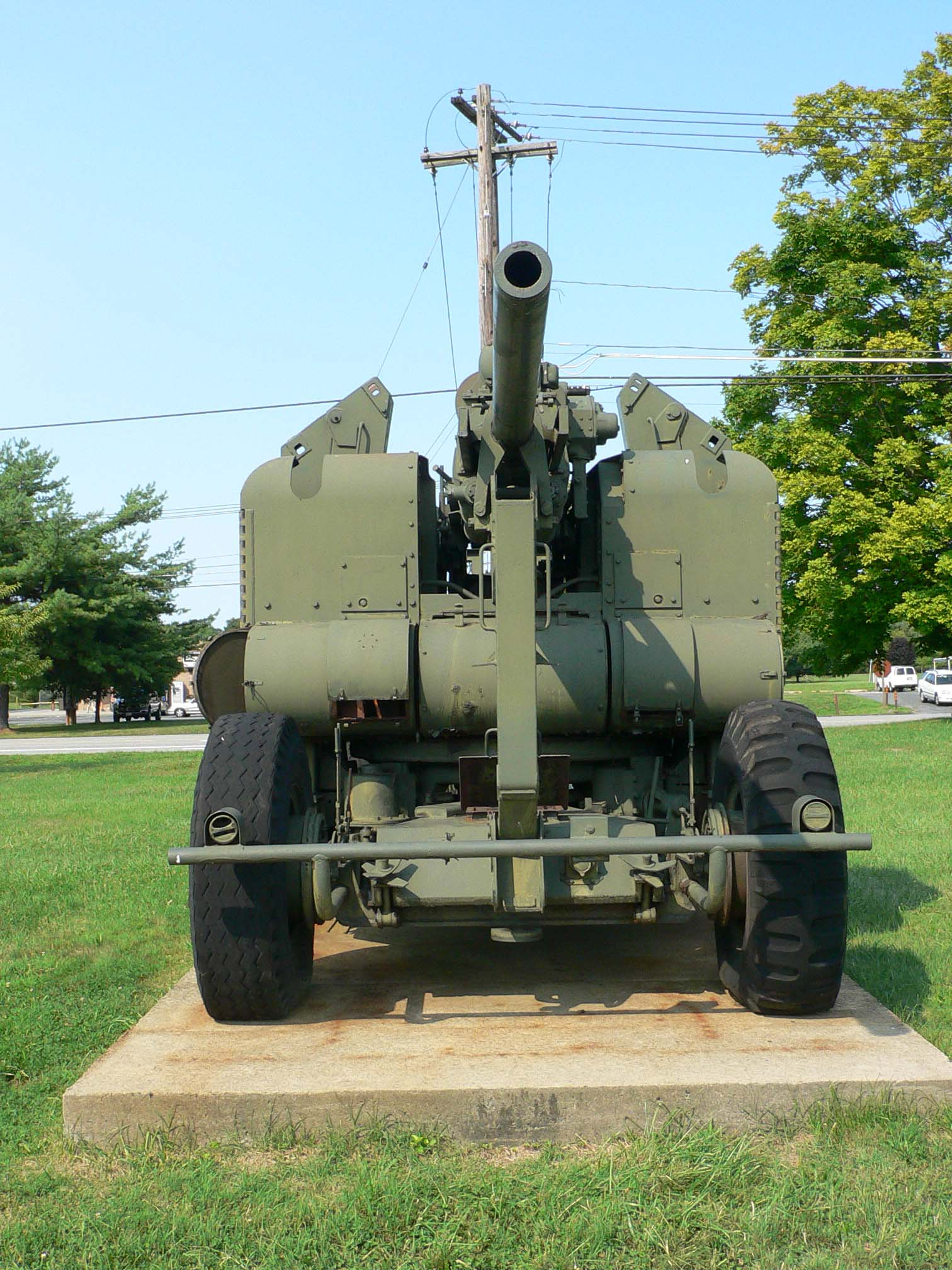
M2/M118 90毫米高射炮之前側

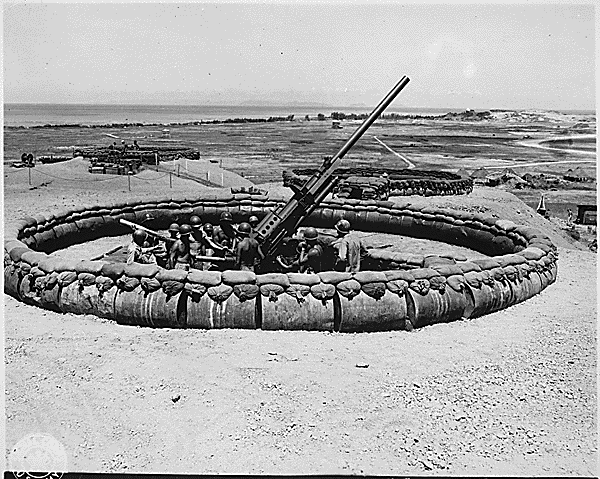
M2/M118 90毫米高射炮陣地

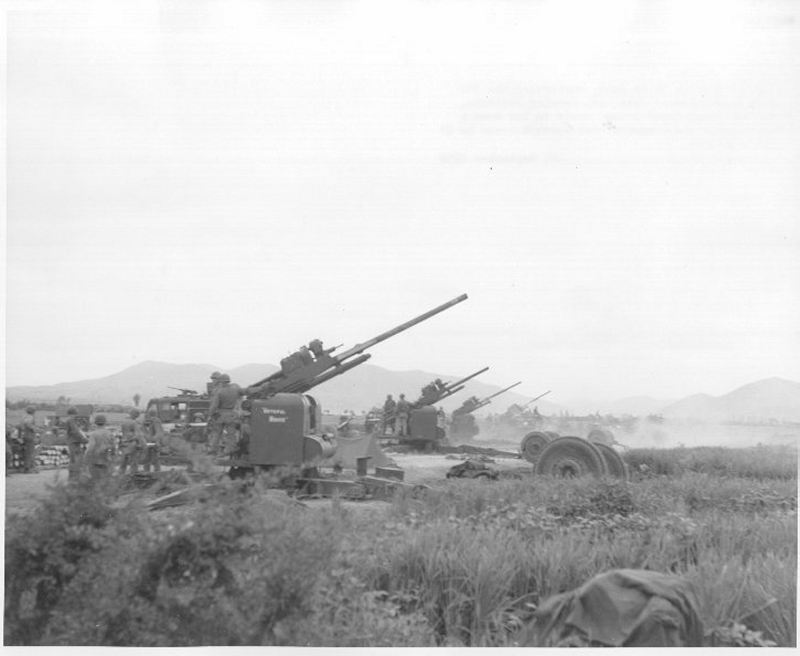
M2/M118 90毫米高射炮陣地

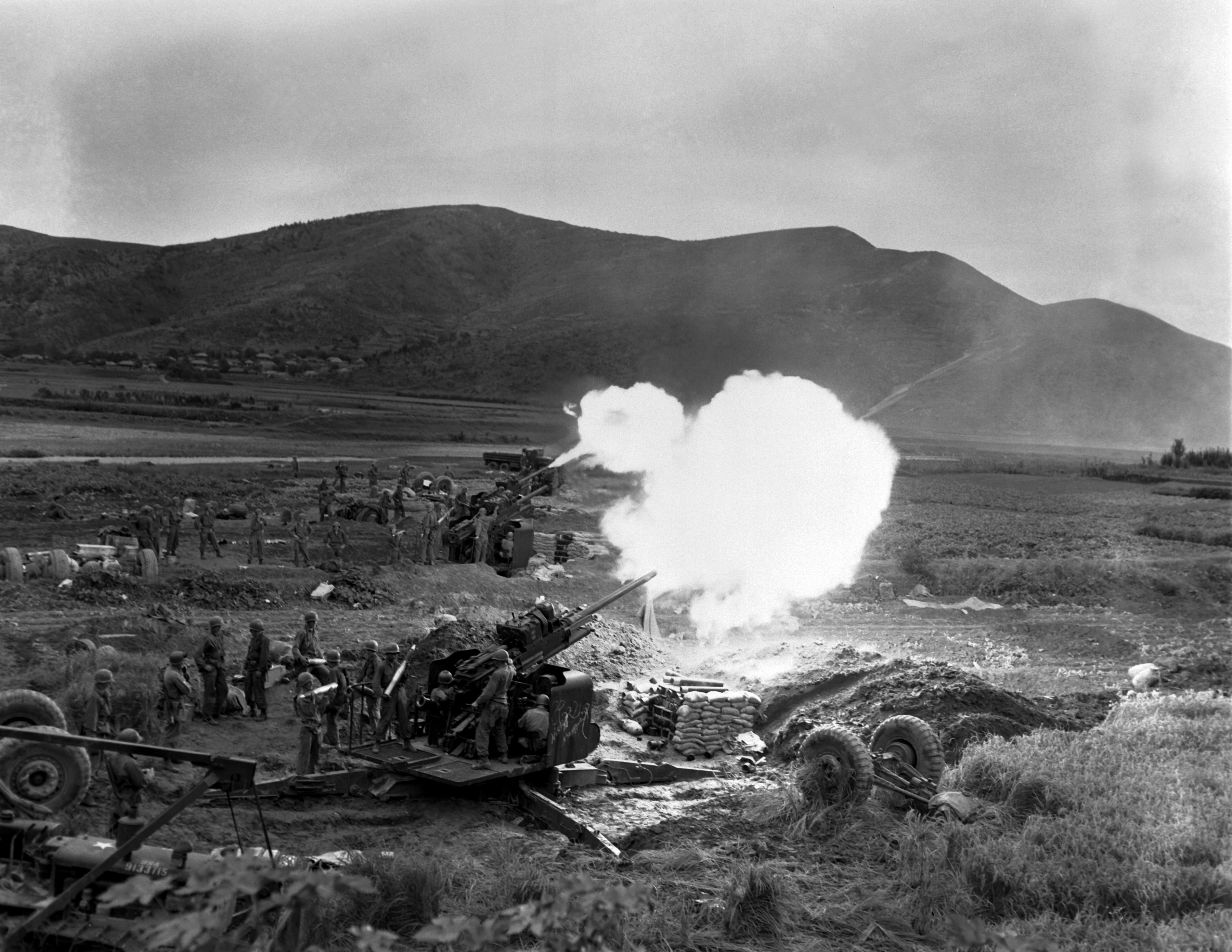
美軍在呂宋島戰役使用M2/M118 90毫米榴彈炮炮轟日軍

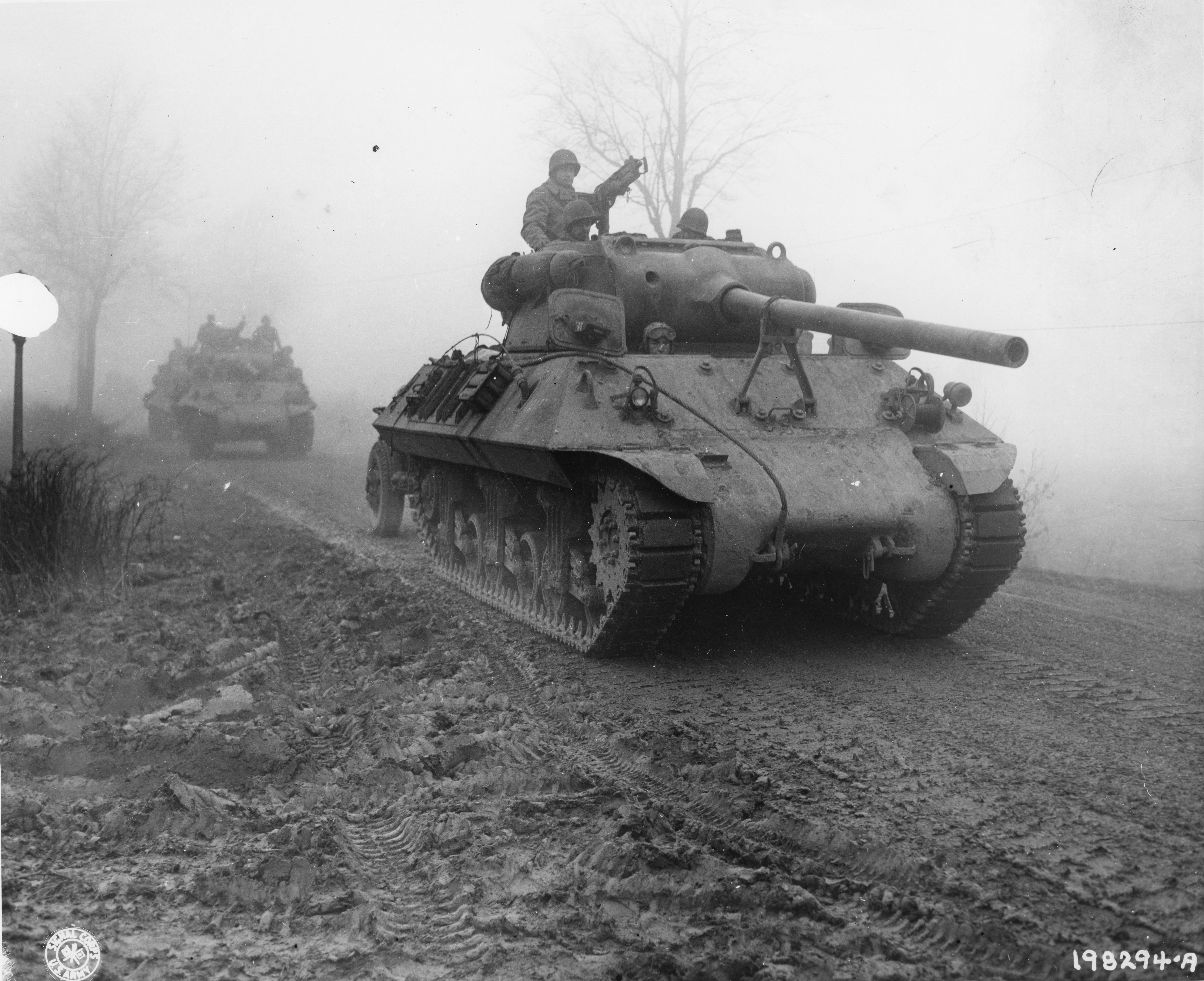
裝備M3 90毫米反坦克炮的M36驅逐戰車，攝於1944年突出部之役

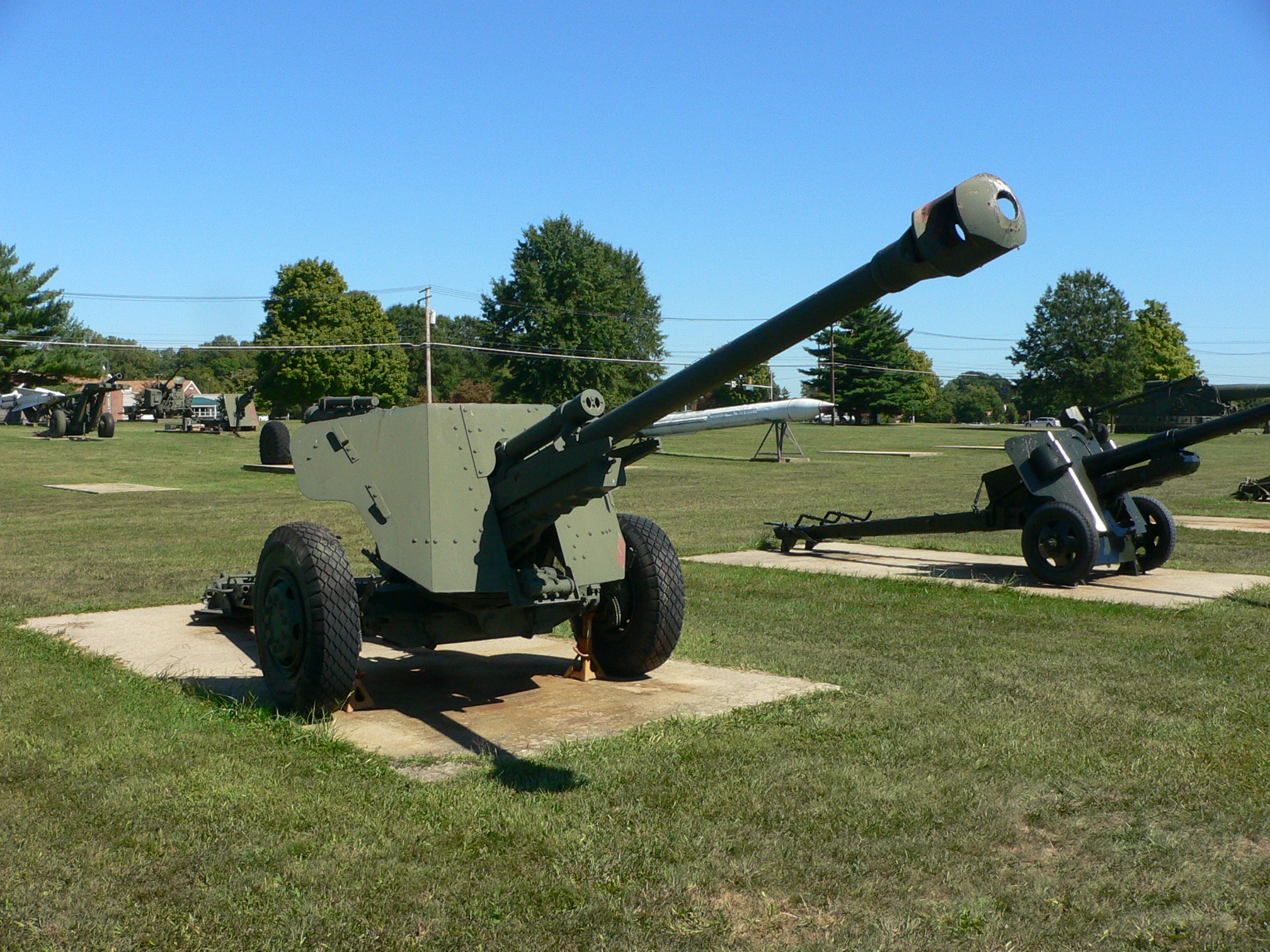
M3A1 90毫米反戰車炮之右側

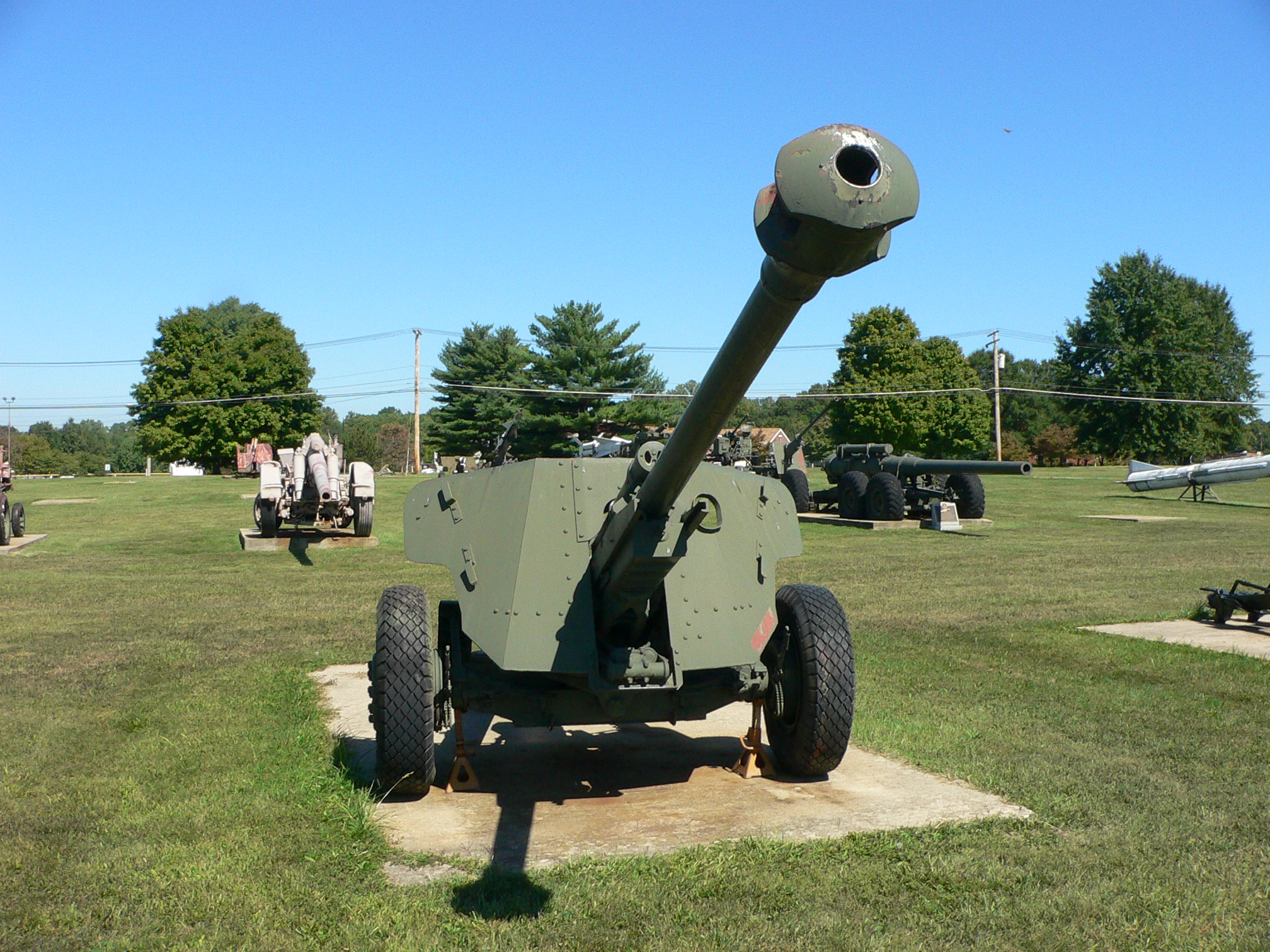
M3A1 90毫米反戰車炮之前側

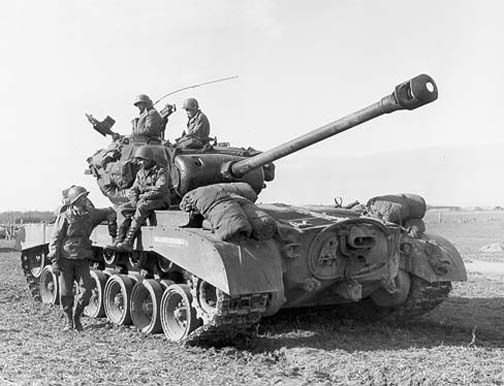
韓戰中的M26A1坦克裝備的M3A1 90毫米戰車炮，可以很明顯的看到炮管上已加裝上炮口制退器

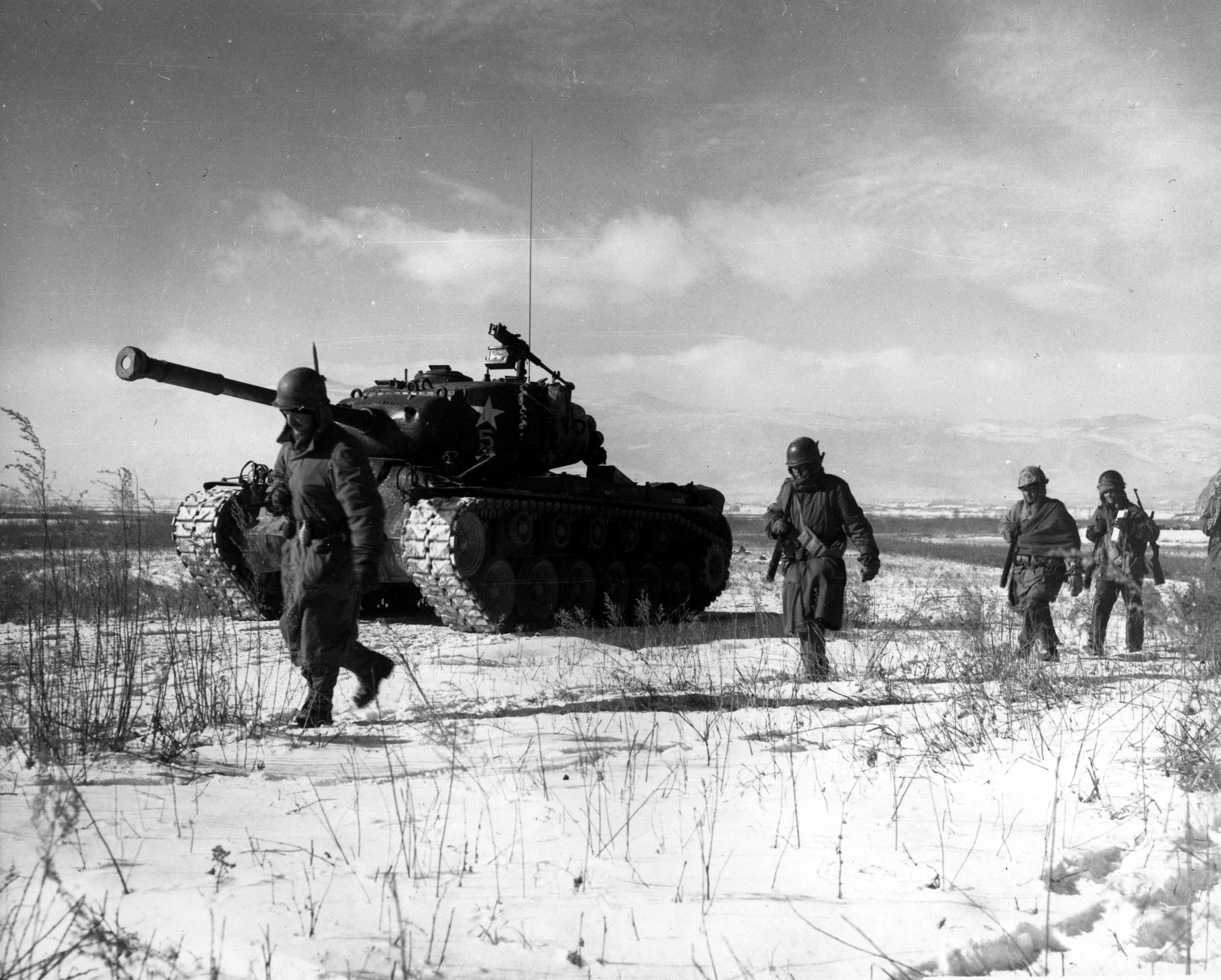
裝備M3A1 90毫米戰車炮的M46巴頓坦克，攝於1950年長津湖戰役

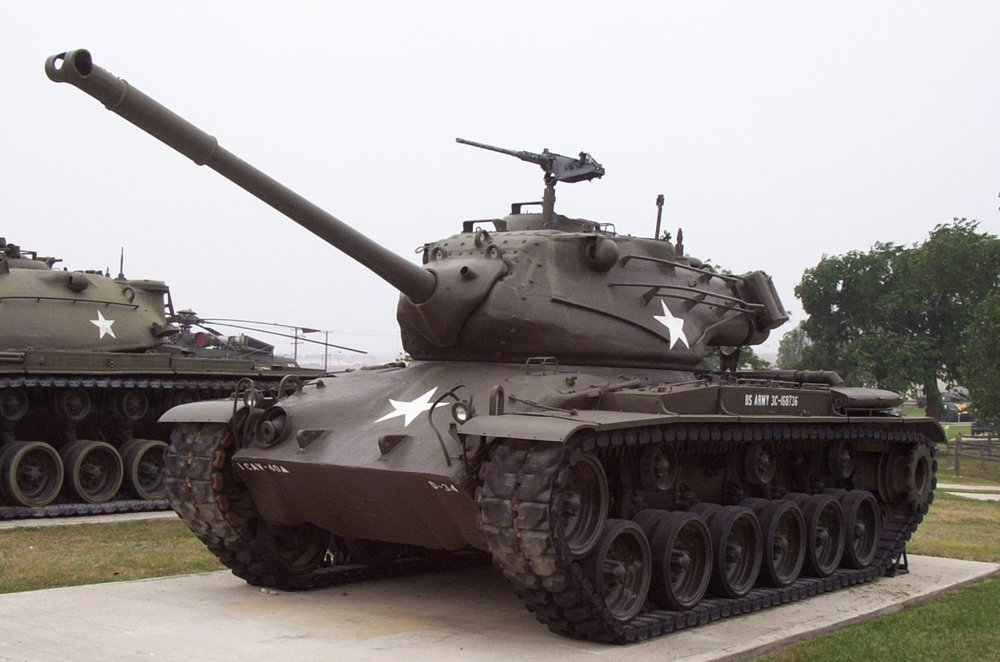
裝備M36 90毫米戰車炮的M47巴頓坦克

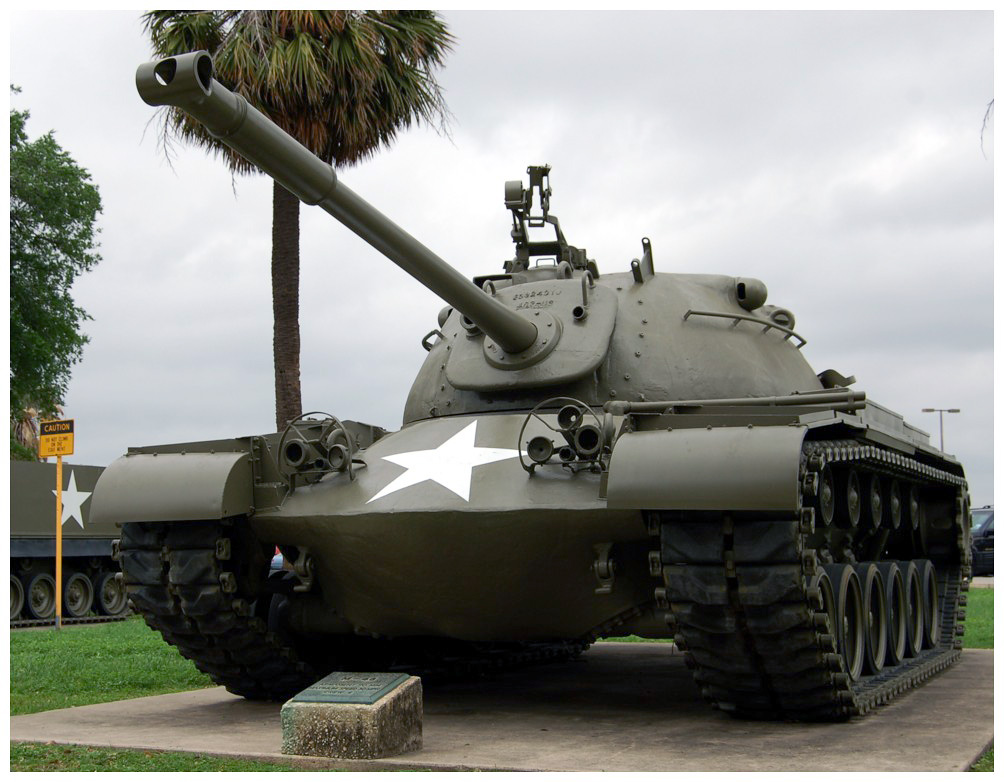
裝備M41 90毫米戰車炮的M48巴頓戰車

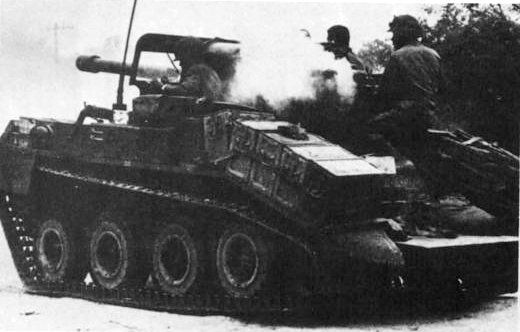
1966年6月17日托雷多行動期間，美國陸軍第173空降旅第16裝甲師使用M56蠍式自走炮的M54 90毫米加農炮向越共游擊隊開火

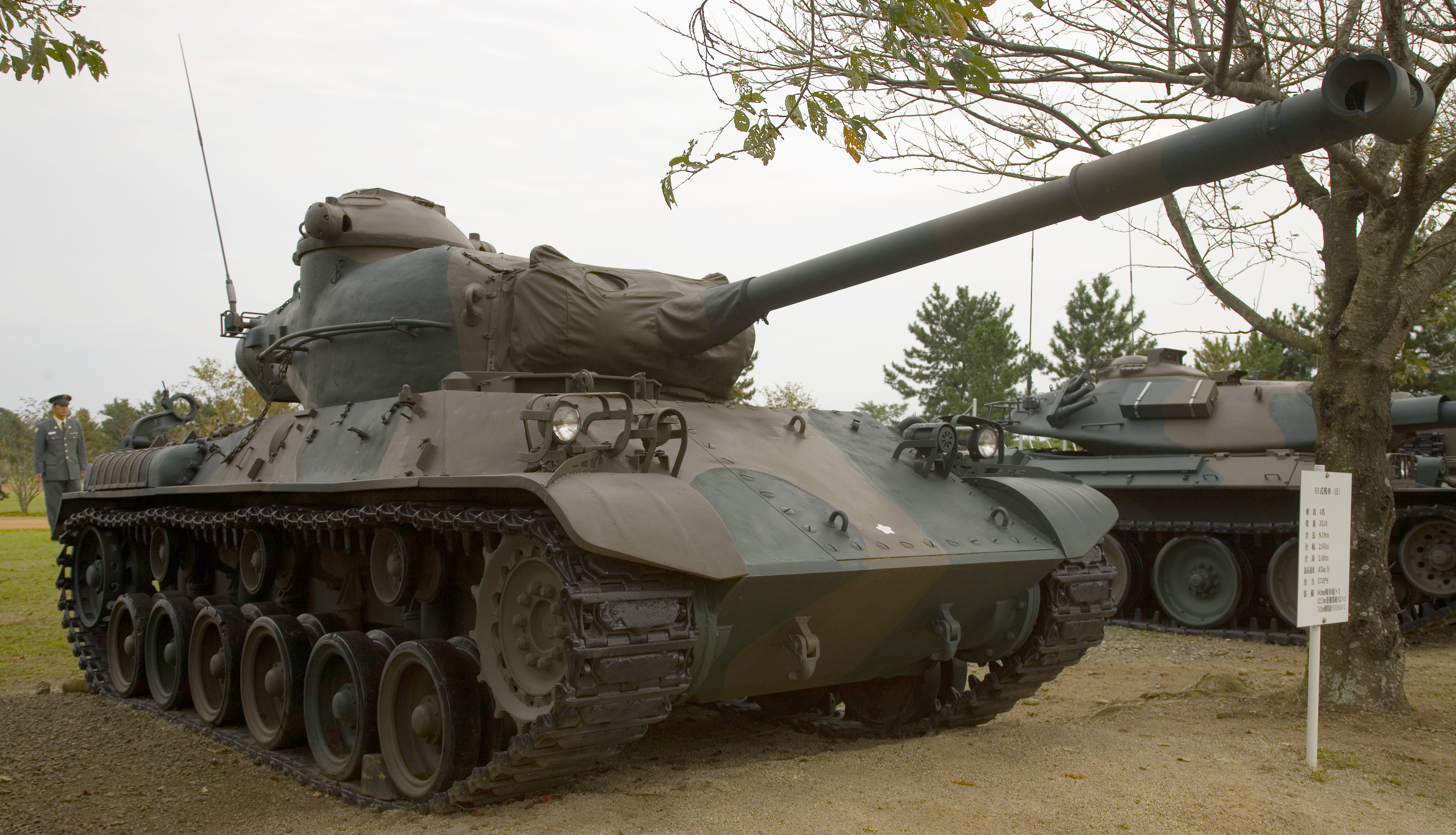
裝備61式90毫米戰車炮的61式戰車

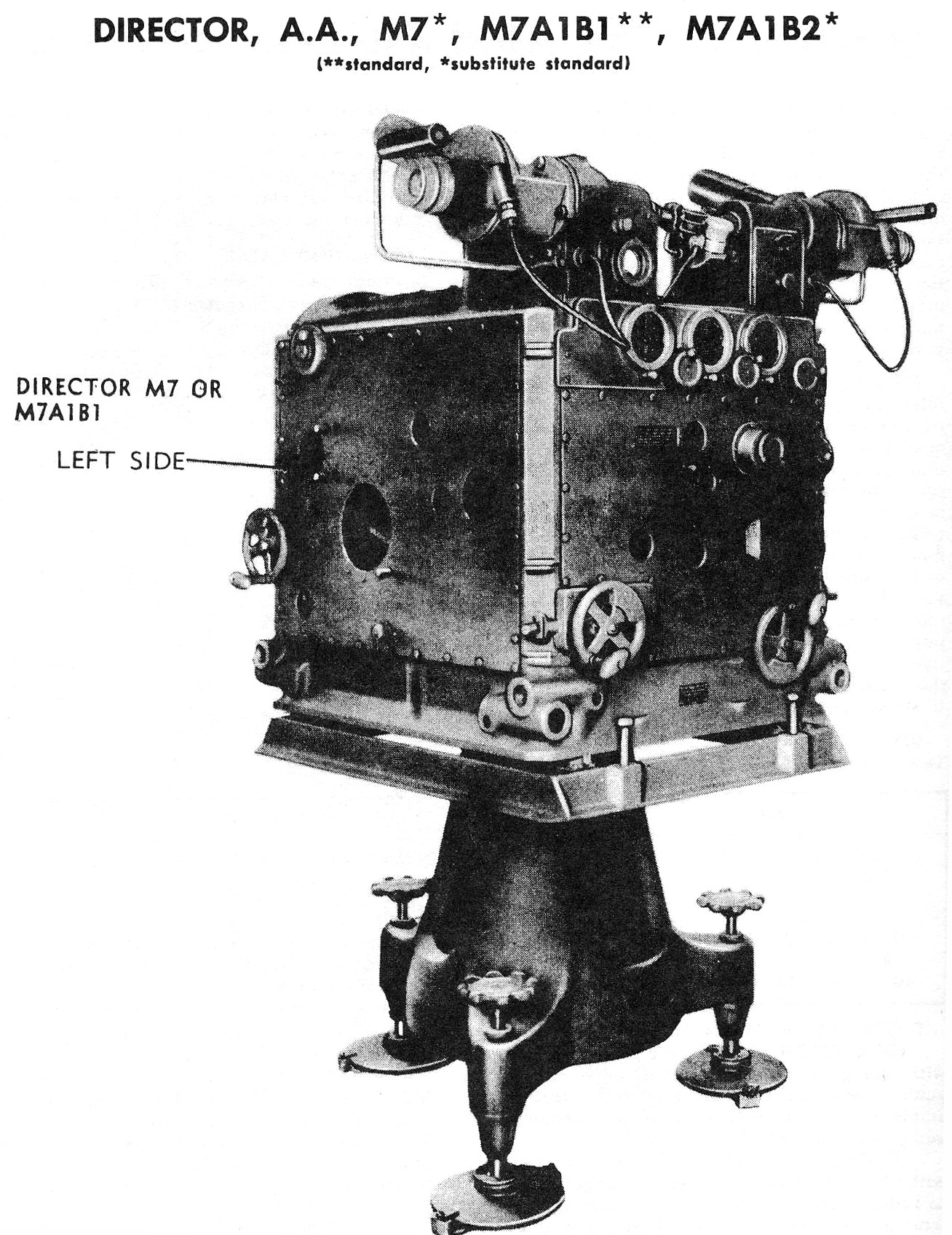
M7輔助導引裝置

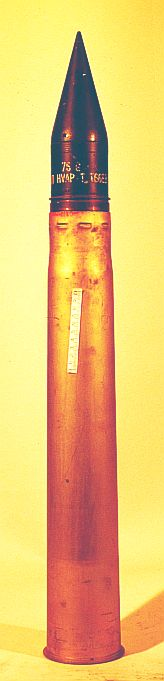
M3、M3A1、M36/M41、M54、61式專用的M3穿甲彈

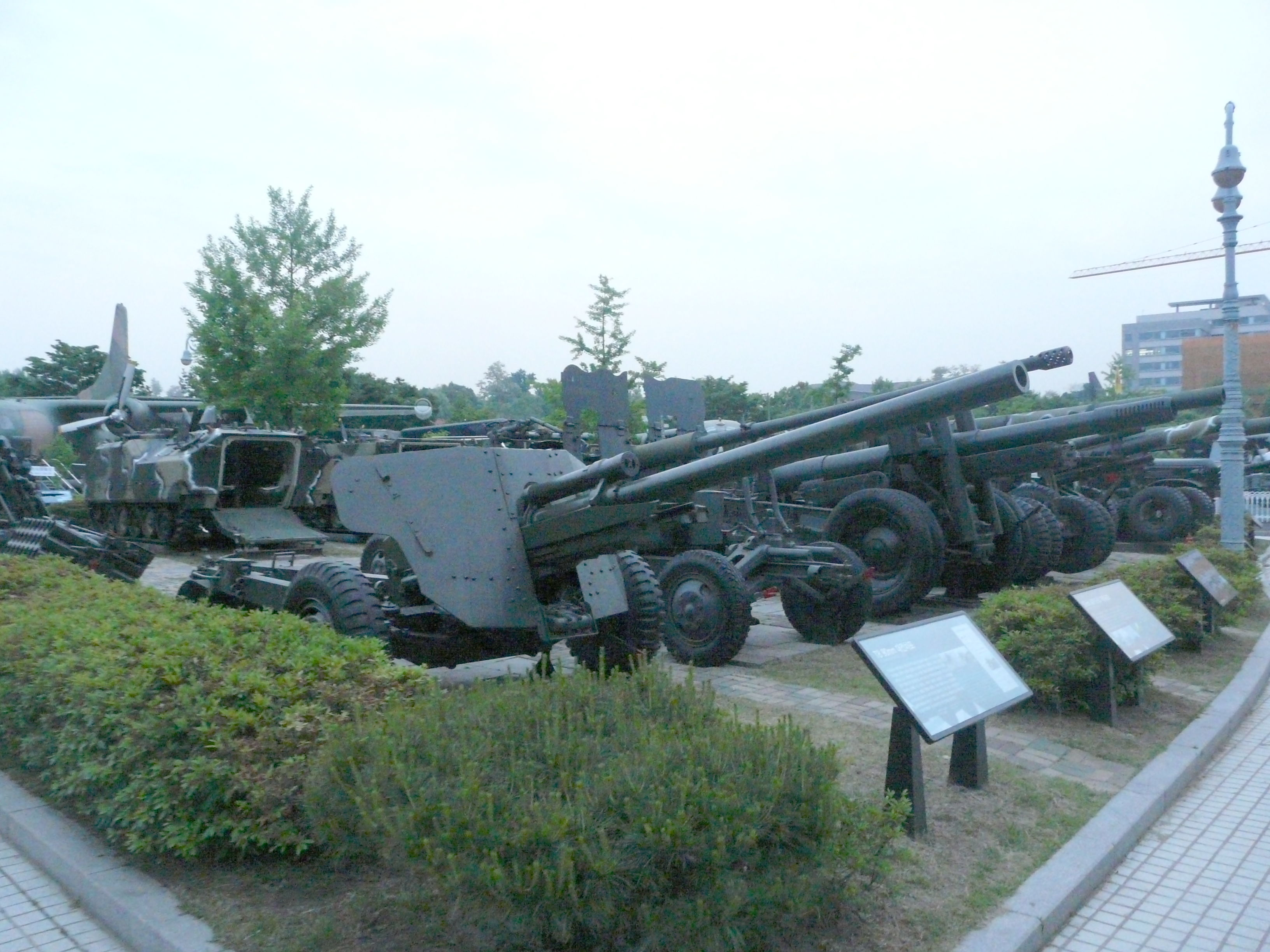
M3 90毫米反坦克炮

M1 90公釐砲是美軍在二次世界大戰以來主要的地面防空武器之一，亦可用於反裝甲用途。1950年代以後，防空武器漸漸為面對空飛彈與反坦克飛彈所取代。
M1 90公釐砲用於防空時，通常以四門火砲為一組，以M7或M9指揮追蹤儀操控。

## 規格及性能
- 口徑：90公釐
- 膛線：32條（等齊右旋）
- 纏度：1 1/2轉
- 射程─最大水平19560碼，有效水平13000碼
- 射高─最大射高11800碼，有效射高10000碼
- 重量─行軍全重19000磅，砲身重2505磅，砲管重1465磅，輪架重4340磅
- 長度─行軍長20呎10吋，砲身長186.15吋，砲管長177.15吋，膛線長152.85吋
- 初速：2700呎/秒
- 射速：22發/分
- 連射最大射量：50發
- 砲管壽命：1500─2000發
- 單砲放列時間：7分鐘
- 全連完成射擊準備時間：90分鐘
- 次列陣地直徑：35呎
- 作戰彈種類：榴彈、破甲彈、發煙彈
- 信管：機械信管、彈頭信管、彈尾信管、可變時間信管

## 衍生型
- M1

牽引式高射炮，約在1940年起投入戰場，另有使用M3炮架的海岸炮版本。
- M1A1

牽引式高射炮，自1940年起生產。
- M1A2

牽引式高射炮，重新設計版本，可自動裝填炮彈、自動測合引信。
- M2/M118

重新設計版本，可作高射炮及榴彈炮用途。
- M3

戰車/反戰車炮版本，為M36傑克遜驅逐戰車和M26潘興坦克的主炮，又名「90毫米 L/53」。
- M3A1

戰車炮版本，加裝炮膛清除器（清膛器）及炮口制退器，亦是M26A1和M46“巴頓”的主炮。
- M36/M41

戰車炮版本，加裝炮膛清除器（清膛器）及炮口制退器，為M47“巴頓”和M48“巴頓”的主炮。
- M54

加農炮版本，加裝炮膛清除器（清膛器）及炮口制退器，為M56蠍式自走炮的主炮。
- 61式

戰車炮版本，由美國授權三菱生產，加裝炮膛清除器（清膛器）及炮口制退器，為61式戰車的主炮。

## 用戶
- 美国

美軍在二戰及韓戰中使用，作為高射炮、反坦克炮、戰車炮和榴彈炮。
- 中華民國

中華民國於1953年自美軍接收M1A1高射炮（又名90炮），以四門炮搭配四組50機槍班，編為一炮連，每門炮為一炮班，編制9至16人為火炮小組或機動班，配合M9指揮儀操作，部分會放入外島海防據點碉堡內作為岸防使用。1979年起裁撤換裝瑞士35快炮，外島防務交由陸軍接管，現已退役。
- 日本

二次大戰後日本重建陸上自衛隊時第一種國產的61式戰車，其主炮就是由美國授權三菱生產的61式戰車炮。

## 外部連結
- How Were World War II Searchlight Used? （页面存档备份，存于）
- 懷念的四０砲及五０槍